# Stanley Buzek
Stanley Buzek (18 agosto 2005) è uno sciatore alpino statunitense.

## Biografia
Buzek, originario di Silverthorne e attivo dal novembre del 2021, in Nor-Am Cup ha esordito il 10 dicembre 2022 a Copper Mountain in supergigante (82º), ha conquistato il primo podio il 29 febbraio 2024 a Mont-Sainte-Marie in slalom speciale (3º) e la prima vittoria il 14 dicembre dello stesso anno a Panorama nella medesima specialità; ai Mondiali juniores di Tarvisio 2025 ha vinto la medaglia di bronzo nella combinata a squadre e nella gara a squadre. Non ha debuttato in Coppa del Mondo e non ha preso parte a rassegne olimpiche o iridate.

## Palmarès

### Mondiali juniores
- 2 medaglie:
  - 2 bronzi (combinata a squadre, gara a squadre a Tarvisio 2025)

### Nor-Am Cup
- Miglior piazzamento in classifica generale: 16º nel 2025
- 4 podi:
  - 1 vittoria
  - 2 secondi posti
  - 1 terzo posto

#### Nor-Am Cup - vittorie
| Data             | Località | Paese  | Specialità |
| ---------------- | -------- | ------ | ---------- |
| 14 dicembre 2024 | Panorama | Canada | SL         |

Legenda:

SL = slalom speciale

### Campionati statunitensi
- 1 medaglia:
  - 1 argento (slalom speciale nel 2025)